# Поґудкі
Поґудкі (пол. Pogódki, нім. Pogutken) — село в Польщі, у гміні Скаршеви Староґардського повіту Поморського воєводства.
Населення — 713 осіб (2011).
У 1975-1998 роках село належало до Гданського воєводства.

## Демографія
Демографічна структура станом на 31 березня 2011 року:
|          | Загалом | Допрацездатний вік | Працездатний вік | Постпрацездатний вік |
| -------- | ------- | ------------------ | ---------------- | -------------------- |
| Чоловіки | 374     | 90                 | 252              | 32                   |
| Жінки    | 339     | 66                 | 203              | 70                   |
| Разом    | 713     | 156                | 455              | 102                  |